# Gabriella Pescucci
Gabriella Pescucci (Rosignano Solvay, 1943) is een Italiaans kostuumontwerper voor films. Ze ontving hiervoor een Oscar in 1993 en werd er ook twee andere keren voor genomineerd. 

## Biografie
Gabriella Pescucci verhuisd in 1966 naar Rome  kostuumontwerper voor de bioscoop te worden en begon als assistent van Piero Tosi. Haar eerste internationale werk was Once Upon a Time in America (1984) en later ook The Adventures of Baron Munchausen, Charlie and the Chocolate Factory en Les Misérables. Ook voor opera ontwierp ze kostuums waaronder La Traviata (La Scala), Un ballo in maschera (Kennedy Center) en La bohème (Florence).
In 2020 ontwierp ze modekleding voor de collectie van Weekend Max Mara.

## Werk (selectie)[2]
| Jaar      | Film                               | Regisseur               | Prijzen |
| --------- | ---------------------------------- | ----------------------- | --- |
| 1963      | I cuori infranti                   | Vittorio Caprioli       | |
| 1967      | How to Kill 400 Duponts            | Steno                   | |
| 1968      | The Seven Cervi Brothers           | Gianni Puccini          | |
| 1969      | Medea                              | Pier Paolo Pasolini     | |
| 1970      | Many Wars Ago                      | Francesco Rosi          | |
| 1971      | Death in Venice                    | Luchino Visconti        | |
| 1971      | 'Tis Pity She's a Whore            | Giuseppe Patroni Griffi | |
| 1974      | The Sensual Man                    | Marco Vicario           | |
| 1974      | Identikit                          | Giuseppe Patroni Griffi | |
| 1974      | Drama of the Rich                  | Mauro Bolognini         | Won — Nastro d'Argento 1975 |
| 1975      | The Divine Nymph                   | Giuseppe Patroni Griffi | Won — Nastro d'Argento 1976 |
| 1976      | The Inheritance                    | Mauro Bolognini         | |
| 1977      | The Seagull                        | Marco Bellocchio        | |
| 1978      | Orchestra Rehearsal                | Federico Fellini        | |
| 1980      | City of Women                      | Federico Fellini        | Won — Nastro d'Argento 1980 |
| 1981      | Tre fratelli                       | Francesco Rosi          | |
| 1981      | Passion of Love                    | Ettore Scola            | |
| 1982      | That Night in Varennes             | Ettore Scola            | Nominatie — Nastro d'Argento 1983 Won — David di Donatello 1983 |
| 1984      | Once Upon a Time in America        | Sergio Leone            | Won — BAFTA Award 1985 |
| 1984      | Aurora                             | Maurizio Ponzi          | |
| 1984      | Good King Dagobert                 | Dino Risi               | |
| 1985      | Orfeo                              | Claude Goretta          | |
| 1985      | Il trovatore                       | Brian Large             | |
| 1986      | The Name of the Rose               | Jean-Jacques Annaud     | Won — David di Donatello 1987 Won — Nastro d'Argento 1987 |
| 1987      | The Family                         | Ettore Scola            | Nominatie - David di Donatello 1987 |
| 1988      | The Adventures of Baron Munchausen | Terry Gilliam           | Nominatie — Oscar 1990 Nominatie — Saturn Award for Best Costume 1991 Won — BAFTA Award 1990 Won — Nastro d'Argento 1990                                                                                                 |
| 1988      | Haunted Summer                     | Ivan Passer             | |
| 1988      | Splendor                           | Ettore Scola            | Nominatie — David di Donatello 1989 |
| 1989      | What Time Is It?                   | Ettore Scola            | |
| 1990      | Norma                              |                         | |
| 1992      | Indochine                          | Régis Wargnier          | Nominatie — César Award 1993 |
| 1992      | La traviata                        | Manuela Crivelli        | |
| 1993      | The Age of Innocence               | Martin Scorsese         | Won — Oscar 1993 Won — Nastro d'Argento 1993 |
| 1993      | For Love, Only for Love            | Giovanni Veronesi       | Nominatie — David di Donatello 1994 |
| 1995      | The Night and the Moment           | Anna Maria Tatò         | |
| 1995      | The Scarlet Letter                 | Roland Joffé            | |
| 1995      | Solomon & Sheba Slave of Dreams    | Robert M. Young         | |
| 1996      | Cavalleria rusticana               |                         | |
| 1998      | Dangerous Beauty                   | Marshall Herskovitz     | |
| 1998      | Les Misérables                     | Bille August            | |
| 1998      | Manon Lescaut                      | Manuela Crivelli        | |
| 1998      | Cousin Bette                       | Des McAnuff             | |
| 1999      | A Midsummer Night's Dream          | Michael Hoffman         | |
| 1999      | Time Regained                      | Raúl Ruiz               | Nominatie — César Award 2000 |
| 2001      | Un ballo in maschera               | Carlo Battistoni        | |
| 2003      | Lost Love                          | Franco Battiato         | Nominatie — Nastro d'Argento 2004 |
| 2004      | Secret Passage                     | Ademir Kenović          | |
| 2004      | Van Helsing                        | Stephen Sommers         | Nominatie — Saturn Award 2005 Nominatie - Nastro d'Argento 2005 |
| 2005      | Charlie and the Chocolate Factory  | Tim Burton              | Nominatie — BAFTA Award 2006 Nominatie — Saturn Award 2006 Nominatie — Costume Designers Guild Awards 2006 Nominatie — Oscar 2006 Won — Nastro d'Argento 2006                                                            |
| 2005      | The Brothers Grimm                 | Terry Gilliam           | Won — Capri Hollywood Award 2005 |
| 2007      | La traviata                        | Manuela Crivelli        | |
| 2007      | Beowulf                            | Robert Zemeckis         | |
| 2009      | Ágora                              | Alejandro Amenábar      | Won — Goya Award 2010 Won — Nastro d'Argento 2010 |
| 2010      | The First Beautiful Thing          | Paolo Virzì             | Nominatie — David di Donatello 2010 Won — Nastro d'Argento 2010 |
| 2011      | The Jewel                          | Andrea Molaioli         | |
| 2011      | The Wholly Family                  | Terry Gilliam           | |
| 2011–2012 | The Borgias                        | Neil Jordan             | Won — Emmy Award 2013 (Episode 3.9 The Gunpowder Plot) Nominatie — Emmy Award 2012 (Episode 2.10 The Confession) Won — Emmy Award 2011 (Episode 1.04 Lucrezia's Wedding) Nominatie — Costume Designers Guild Awards 2014 |
| 2014      | Penny Dreadful                     | John Logan              | Nominatie — BAFTA TV 2015 Nominatie — Costume Designers Guild Awards 2016 |

## Erkentelijkheden
- 1981 - Nominatie Premi David di Donatello voor Tre fratelli
- 1983 - Nominatie Premi David di Donatello voor That Night in Varennes
- 1984 - BAFTA Award voor Once Upon a Time in America (Sergio Leone)
- 1987 - Premi David di Donatello voor The Name of the Rose (Jean-Jacques Annaud)
- 1987 - Nominatie Premi David di Donatello voor The Family
- 1989 - Nominatie Premi David di Donatello voor Splendor
- 1989 - Nominatie Oscar voor The Adventures of Baron Munchausen (Terry Gilliam)
- 1989 - BAFTA Award voor The Adventures of Baron Munchausen (Terry Gilliam)
- 1993 - Oscar voor The Age of Innocence (Martin Scorsese)
- 1994 - Nominatie Premi David di Donatello voorFor Love, Only for Love
- 2005 - Nominatie Bafta voor Charlie and the Chocolate Factory (Tim Burton)
- 2005 - Nominatie Oscar voor Charlie and the Chocolate Factory (Tim Burton)